# 海南杨桐
海南杨桐（学名：Adinandra hainanensis）为山茶科杨桐属下的一个种。产于广东西南部（封川、封开、茂名、台山、广州、德庆、恩平、阳春、信宜、湛江）、海南及广西南部（上思、十万大山、南宁、灵山、东兴、苍悟、容县）；生于山地阳坡林中或沟谷路旁林缘及灌丛中，海拔约1000米，有时可上达1800米。越南也有分布。模式标本采自海南。

## 扩展阅读
- 維基物種上的相關：海南杨桐